# Piazza Castello (Reggio Calabria)
Piazza Castello è una tra le più importanti e grandi piazze storiche del centro di Reggio, prende il suo nome dal Castello aragonese che è contenuto dentro il suo perimetro. È dotata di ampie aree verdi e per la socializzazione. All'interno della piazza sorgono anche l'edificio che ospita la scuola elementare Principe di Piemonte e lo storico edificio del Tribunale. La piazza si trova nella parte alta del centro cittadino tra la via Aschenez e la biforcazione tra le vie Marvasi e Possidonea. Nella piazza spesso si svolgono vari eventi come spettacoli, mostre, piccoli mercati di prodotti agroalimentari tipici o di antiquariato.

## Storia
il Castello Aragonese è considerato, insieme ai Bronzi di Riace, uno dei simboli della città e racchiude secoli di storia. La sua costruzione sembra risalire al 536 d.C. Nel 1039 il castello passò dai Greci ai Normanni e in seguito, nel 1266 a Carlo d'Angiò. Venne restaurato nel 1327 dopo le ripetute guerre tra Angioini ed Aragonesi e fu fortificato nel 1381 dalla Regina Giovanna I. Nel 1458 Ferdinando I d'Aragona fece costruire le due torri merlate ed un fosso tutt' intorno. I lavori furono diretti inizialmente da Baccio Pontelli, noto architetto e discepolo di Giorgio Martini. Nel 1539 Pietro da Toledo fece aumentare la capienza interna e fu così che vi si poterono rifugiare quasi mille persone. Questo salvò più volte i reggini dalle invasioni dei Turchi durante le quali il castello fu usato come prigione.

## Descrizione architettonica della piazza

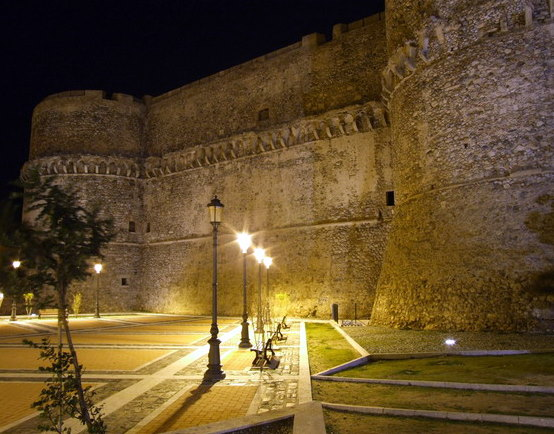
Veduta serale

L'attuale impianto architettonico della piazza è conseguente al completamento dell'intervento di restauro e riqualificazione del Castello Aragonese, già eseguito precedentemente, ed è stato progettato attraverso la ridefinizione dello spazio esterno al monumento e del rapporto fra questo e l'ambito urbano nel quale è collocato.
Il progetto ha mirato ad una configurazione dello spazio esterno che restituisse prestigio e visibilità alle vestigia del Castello Aragonese, attraverso una profonda rivisitazione dell'assetto viario e del giardino che si presentava in condizioni di accentuato degrado degli elementi architettonici e del patrimonio vegetale (eccessivamente concentrato a causa di operazioni di impianto successive che avevano alterato e congestionato quello originario).
L'intera area, di forma irregolare, si presenta come uno spazio pluricentrico articolato nella Piazza, negli spazi di verde organizzato per la sosta e per il passeggio lungo i viali curvi e le strade pedonalizzate intorno alla scuola Galilei. La piccola pineta  ospita un'area attrezzata per il gioco dei bambini. Nella piazza in corrispondenza dell'ingresso del castello in via Aschenez, nell'“isola dei servizi”, si trovano un  chiosco di fiori e un'edicola.
La pavimentazione, a seconda dell'uso degli spazi, è in mattoni da pavimentazione, basolato lavico, pietra di lazzaro, acciottolato mentre i marciapiedi sono in pietra di macellari. I muretti di delimitazione degli spazi e di contenimento sono rivestiti di un intonaco a base di biossido di titanio.
In Piazza Castello, prima dei lavori di restyling dell'area (ultimati nel luglio del 2007), faceva bella mostra una fontana in bronzo del 1700, raffigurante un delfino, collocata in quella sede dopo il terremoto del 1908 e di cui si sono perse le tracce. Si tratta di un'opera identica alle “Tre fontane” di Via Giudecca, nella zona collinare della città: con queste, infatti, faceva parte di un lotto proveniente dai ruderi della “Fontana Nuova” (conosciuta pure come Fontana della Pescheria), che un tempo sorgeva sul Lungomare di Reggio.

## Vegetazione
Varia e ricca risulta essere la vegetazione presente: nell'area intorno alla torre nord si trovano esemplari di Citrus bergamia (bergamotto), emblema della città; inoltre si trovano esemplari di Ceratonia siliqua  (carrubo), e specie ornamentali quali melograni da fiore, Erythrina crista-galli, palme da datteri, palme delle Canarie. La piazza presenta un'ampia superficie a prato (circa 2000 m²) con relativo impianto di irrigazione automatizzato.